# Phare de Raufarhöfn
Le phare de Raufarhöfn (en islandais : Raufarhafnarviti) est un phare situé dans la région de Norðurland eystra dans le village de Raufarhöfn.